# 埼玉パナソニックワイルドナイツ
埼玉パナソニックワイルドナイツ（英: Saitama Panasonic Wild Knights）は、埼玉県をホストエリアとしてジャパンラグビーリーグワンに所属しているラグビーチームである。略称は「埼玉WK」。練習場は、熊谷ラグビー場に隣接する 埼玉パナソニックワイルドナイツ グラウンド（さくらオーバルフォート）。

## 概要
旧称は、三洋電機ワイルドナイツ（さんようでんき-）→パナソニック ワイルドナイツ。パナソニック時代は冠名とチーム名との間に空白が入ったのが正式名称であった。
1967年に当時の社会人ラグビーのトップカテゴリーであった関東社会人リーグ1部に初昇格して以来、東日本社会人リーグ、トップリーグを通じて、現在に至るまで1度も下位リーグに降格したことがない。東日本を代表する社会人ラグビーチームの1つである。
2021年シーズンまでは、群馬県太田市に本拠地・練習場を置いていた。2021年8月30日に埼玉県熊谷市の熊谷スポーツ文化公園内のさくらオーバルフォートに本拠地を移転、ホームスタジアムは同熊谷ラグビー場とする。また、移転及びラグビー新リーグ発足に合わせ、2022年シーズンより、埼玉県をホストエリア、公式チーム名称を「埼玉パナソニックワイルドナイツ」・呼称を「埼玉ワイルドナイツ」とする。

## 歴史
群馬県邑楽郡大泉町に本社を置く東京三洋電機のラグビー部（呼称は東京三洋）として1960年に創設。1986年に東京三洋電機が三洋電機と合併したことにより、チーム名も三洋電機に改称。2003年のトップリーグ参入に合わせて三洋電機ワイルドナイツとなる。2011年からは、三洋電機のパナソニック完全子会社化に伴いパナソニック ワイルドナイツとなっている。
1962年に関東社会人リーグ（3部）に参加。1967年には同1部リーグに昇格した。以降、1990年代の初頭まで四半世紀にわたり、ライバルのリコーとリーグ優勝をほぼ独占した。1988年に発足した東日本社会人リーグ、2003年に発足したトップリーグには、ともに初年度から参戦している。東日本における社会人ラグビーリーグのトップカテゴリー であった関東社会人リーグ（1969年-1987年）／東日本社会人リーグ（1988年-2002年）の優勝回数は、ともに歴代最多（10回／7回）である。1967年に関東社会人リーグ1部に初昇格して以降、現在に至るまで1度も2部（下位リーグ）に降格したことがない。
全国社会人大会には1965年度に初出場。以降、最後の大会となる2002年度までの間に、近鉄、トヨタ自動車に次いで歴代3位となる36回出場した。優勝1回、準優勝8回（歴代3位）、通算102試合（歴代3位）、通算60勝（歴代5位タイ）という記録を残している。1975年度には初めて決勝に進出するなど当初から健闘はするものの、なかなか優勝することができず、「シルバーコレクター」や「悲運の雑草軍団」などと称された。中でも1990年度の決勝では、2連覇中の神戸製鋼相手に後半39分までリードしながら逆転のトライ＆ゴールを決められ優勝を逃した。この試合は三洋電機が最も優勝に近づいた試合としてファンの印象に残った。8回目の決勝進出となった1995年度は、決勝でサントリーと引き分け、両者優勝ながら念願の初優勝を果たす。しかしトライ数ではサントリーが上回っていたため、日本選手権にはサントリーが進出した。
- 2003年のトップリーグ創設に当たり、「野武士」を意味する「ワイルドナイツ」を愛称とする。元々チームが「野武士軍団」と呼ばれていたことに由来する。
- 2005-06シーズンは第9節まで全勝を保ち首位を独走したが、第10・11節で連敗し、最終的にはリーグ2位に終わった。
- 2007-08シーズンはトップリーグ史上初のリーグ戦全勝を達成したが、マイクロソフトカップ決勝でサントリーに敗れ、リーグ制覇はならなかった。しかし、日本選手権でサントリー相手に雪辱を果たし、創部48年目での初優勝となった。試合会場には宮地元監督も姿を見せ、歓喜の瞬間に立ち会った。
- 2008-09シーズンも優勝候補と目されていたが、トニー・ブラウンをはじめとする主力選手のケガが相次いでベストメンバーを組めなくなり、トップリーグ最終節で東芝に敗れたため、2シーズン連続のシーズン全勝はならず2位でリーグ戦を終了。マイクロソフトカップでは決勝に進出したものの、決勝で再び東芝に苦杯を舐めさせられた。しかしマイクロソフトカップ以降は怪我の主力選手が続々と復帰し、東芝の出場辞退もあって、前年と同じ顔合わせとなった日本選手権決勝でサントリーを撃破、2連覇を達成した。
- 2009-10シーズンは、最終節でサントリーに引き分けたためにレギュラーシーズン全勝はならなかったものの、レギュラーシーズンを負けなしの1位で通過。3年連続でプレーオフトーナメント決勝戦に進出したが、決勝戦でまたしても東芝に敗れ、悲願のリーグ制覇はこのシーズンも達成できなかった。その後の日本選手権ではリーグ戦とは対照的に苦戦が続いたものの、しぶとさを発揮して決勝進出。決勝戦でもトヨタ自動車にリードを許す展開となったが、後半に逆転して優勝。1996年度-1998年度に東芝府中が達成して以来となる日本選手権3連覇を成し遂げた。
- 2010-11シーズンは、レギュラーシーズンは2位通過となったが、プレーオフトーナメントの準決勝でトヨタ自動車を破り、4年連続進出となった決勝戦ではサントリーを28-23で破って優勝。創部51年目にして、ついにトップカテゴリーでの単独優勝を果たした。一方、日本選手権では決勝戦でサントリーに敗れて準優勝に終わり、4連覇はならなかった。

三洋電機が2011年4月1日付でパナソニックの完全子会社となり、「SANYO」ブランドも日本国内では2012年度内に廃止されることが決定したため、これに合わせて、2011年4月1日よりチーム名を「パナソニック ワイルドナイツ」に変更することを3月31日に発表した。さらにパナソニックグループの再編に伴い、2012年1月1日付でチームの運営は三洋電機からパナソニックに移管された。なお、パナソニックも松下電器時代にラグビー部を保持していたが、現在はクラブチーム化され「門真ブルーソニックス」として活動している。
2017年、埼玉県熊谷市への本拠地移転を検討していることが報道され、2019年2月8日に正式に埼玉県及び熊谷市に対して移転を伝達、2019年3月には埼玉県・熊谷市・パナソニックの3者間で移転に向けた協定を締結した。なお、太田市と熊谷市は隣接していることから、移転後も太田市との関係は何らかの形で続いていくこととなっている。
2020年12月、スーパーラグビーレッズと業務提携を行うことを発表。
2021年7月16日、2022年発足の新リーグジャパンラグビーリーグワン1部リーグに振り分けされることになり、チーム名を「埼玉パナソニックワイルドナイツ」（呼称「埼玉ワイルドナイツ」）とする。
2021年8月30日、正式に埼玉県（熊谷市）に移転。
2022年4月1日付をもって、パナソニックの企業スポーツ活動部門を分社化した「パナソニックスポーツ株式会社」にラグビー部の運営を委託することになった。
2022年5月、ジャパンラグビーリーグワン1部レギュラーシリーズにおいて、1位チームと同じ14勝（不戦敗2）ながら、勝点差で2位 となる。プレーオフトーナメント決勝で、1位の東京サントリーサンゴリアスを18-12で破り、初代王者（トップリーグ時代を含めると6回目の1部リーグ優勝）となった。
2020年1月のトップリーグ最終シーズン第1節から、2023年4月のリーグワン第2シーズン第14節まで、社会人リーグ公式戦47試合連続不敗記録となった。
2023-24シーズンにおいて、リーグワンDIVISION1第9節の2024年3月9日に、共に8戦全勝となる埼玉パナソニックワイルドナイツ（カンファレンスB、勝ち点38）と、東芝ブレイブルーパス東京（カンファレンスA、勝ち点37）との、カンファレンス交流戦による一度限りの直接対決が行われた。結果、埼玉WKが36-24で勝利し、勝ち点は42となった。BL東京に対して、トップリーグ時代を含め9連勝となる。

## タイトル
全国大会
- 日本選手権　優勝：6回（2007, 2008, 2009, 2013, 2015, 2021[注 3]）
- 全国社会人大会　優勝：1回（1995[注 4]）
- 国体　優勝：7回（1978, 1980, 1981, 1988, 1990[注 5], 1999, 2000）

最上位リーグ
- リーグワン　優勝：1回（2022）
- トップリーグ　優勝：5回（2010[注 6], 2013, 2014, 2015, 2021）
- 関東社会人リーグ／東日本社会人リーグ[注 7]　優勝：17回（1969, 1974, 1976, 1977, 1978, 1980, 1981, 1982, 1984, 1987, 1988, 1990, 1991, 1992[注 8], 1994[注 9], 1995, 1998[注 10]）※歴代最多

カップ戦
- 関東社会人リーグ・秋季トーナメント[注 11]　優勝：2回（1967, 1968）

7人制大会
- YC&AC JAPAN SEVENS 優勝：3回（1974, 1985, 1988）

## 成績

### 全国社会人大会戦績
| 回 | 年度 | 地区   | 成績           | 試 | 勝 | 分 | 敗 | 得  | 失  | 差  | 備考                           |
| -- | ---- | ------ | -------------- | -- | -- | -- | -- | --- | --- | --- | ------------------------------ |
| 18 | 1965 | 関東   | ベスト8        | 2  | 1  | 0  | 1  | 22  | 40  | -18 | 東京三洋のチーム名で出場       |
| 19 | 1966 | 関東   | ベスト8        | 2  | 1  | 0  | 1  | 76  | 21  | 55  |                                |
| 20 | 1967 | 関東   | 1回戦敗退      | 1  | 0  | 0  | 1  | 0   | 49  | -49 |                                |
| 21 | 1968 | 関東   | ベスト8        | 2  | 1  | 0  | 1  | 22  | 17  | 5   |                                |
| 22 | 1969 | 関東   | 1回戦敗退      | 1  | 0  | 0  | 1  | 8   | 18  | -10 |                                |
| 23 | 1970 | 関東   | ベスト8        | 2  | 1  | 0  | 1  | 48  | 22  | 26  |                                |
| 24 | 1971 | 関東   | 1回戦敗退      | 1  | 0  | 0  | 1  | 12  | 15  | -3  |                                |
| 25 | 1972 | 関東   | ベスト8        | 2  | 1  | 0  | 1  | 28  | 25  | 3   |                                |
| 26 | 1973 | 関東   | ベスト8        | 2  | 1  | 0  | 1  | 33  | 60  | -27 |                                |
| 27 | 1974 | 関東   | 1回戦敗退      | 1  | 0  | 0  | 1  | 15  | 18  | -3  |                                |
| 28 | 1975 | 関東   | 準優勝         | 4  | 2  | 1  | 1  | 72  | 35  | 37  | 準決勝は引分（抽選で上位進出） |
| 29 | 1976 | 関東   | ベスト4        | 3  | 2  | 0  | 1  | 68  | 43  | 25  |                                |
| 30 | 1977 | 関東   | 準優勝         | 4  | 3  | 0  | 1  | 89  | 29  | 60  |                                |
| 31 | 1978 | 関東   | ベスト4        | 3  | 2  | 0  | 1  | 68  | 36  | 32  |                                |
| 32 | 1979 | 関東   | 準優勝         | 4  | 3  | 0  | 1  | 87  | 47  | 40  |                                |
| 33 | 1980 | 関東   | 準優勝         | 4  | 3  | 0  | 1  | 118 | 42  | 76  |                                |
| 34 | 1981 | 関東   | ベスト4        | 3  | 2  | 1  | 0  | 54  | 17  | 37  | 準決勝は引分（抽選で敗退）     |
| 35 | 1982 | 関東   | 1回戦敗退      | 1  | 0  | 0  | 1  | 9   | 12  | -3  |                                |
| 36 | 1983 | 関東   | ベスト4        | 3  | 2  | 0  | 1  | 42  | 34  | 8   |                                |
| 37 | 1984 | 関東   | ベスト4        | 3  | 2  | 0  | 1  | 67  | 18  | 49  |                                |
| 38 | 1985 | 関東   | 1回戦敗退      | 1  | 0  | 0  | 1  | 0   | 10  | -10 |                                |
| 39 | 1986 | 関東   | ベスト8        | 2  | 1  | 0  | 1  | 42  | 23  | 19  | 三洋東京にチーム名変更         |
| 41 | 1988 | 東日本 | ベスト8        | 2  | 1  | 0  | 1  | 46  | 17  | 29  | 三洋電機にチーム名変更         |
| 42 | 1989 | 東日本 | 1回戦敗退      | 1  | 0  | 0  | 1  | 12  | 19  | -7  |                                |
| 43 | 1990 | 東日本 | 準優勝         | 4  | 3  | 0  | 1  | 104 | 43  | 61  |                                |
| 44 | 1991 | 東日本 | 準優勝         | 4  | 3  | 0  | 1  | 123 | 49  | 74  |                                |
| 45 | 1992 | 東日本 | ベスト4        | 3  | 2  | 0  | 1  | 86  | 33  | 53  |                                |
| 46 | 1993 | 東日本 | 準優勝         | 4  | 3  | 0  | 1  | 121 | 64  | 57  |                                |
| 47 | 1994 | 東日本 | ベスト4        | 3  | 2  | 0  | 1  | 99  | 59  | 40  |                                |
| 48 | 1995 | 東日本 | 優勝           | 6  | 5  | 1  | 0  | 278 | 126 | 152 | 両チーム優勝                   |
| 49 | 1996 | 東日本 | 準優勝         | 6  | 5  | 0  | 1  | 246 | 139 | 107 |                                |
| 50 | 1997 | 東日本 | 4位            | 6  | 3  | 0  | 3  | 184 | 178 | 6   |                                |
| 51 | 1998 | 東日本 | ベスト8        | 4  | 2  | 0  | 2  | 155 | 105 | 50  |                                |
| 52 | 1999 | 東日本 | 予選プール敗退 | 3  | 1  | 0  | 2  | 118 | 76  | 42  |                                |
| 53 | 2000 | 東日本 | 1回戦敗退      | 1  | 0  | 0  | 1  | 30  | 32  | -2  |                                |
| 55 | 2002 | 東日本 | ベスト8        | 4  | 2  | 0  | 2  | 107 | 198 | -91 |                                |

### リーグ戦戦績

#### トップリーグ創設以前
| 年度 | 所属リーグ                         | Div. | 順位  | 試合 | 勝利 | 引分 | 敗戦 | 得点 | 失点 | 得失差 | 備考                                                               |
| ---- | ---------------------------------- | ---- | ----- | ---- | ---- | ---- | ---- | ---- | ---- | ------ | ------------------------------------------------------------------ |
| 1962 | 関東社会人リーグ 秋季トーナメント  | －   | 2回戦 | 1    | 0    | 0    | 1    | 16   | 27   | -11    | 2回戦から登場                                                      |
| 1962 | 関東社会人リーグ 春季リーグ 3部-白 | 3部  | 2位   | 7    | 6    | 0    | 1    | ≥154 | ≥42  | 不明   | 1試合のスコア不明                                                  |
| 1963 | 関東社会人リーグ 秋季トーナメント  | －   | 2回戦 | 2    | 1    | 0    | 1    | ≥43  | ≥3   | 不明   | 2回戦のスコア不明                                                  |
| 1963 | 関東社会人リーグ 春季リーグ 3部    | 3部  | 2位   | 7    | 6    | 0    | 1    | ≥106 | ≥28  | 不明   | 3試合のスコア不明                                                  |
| 1964 | 関東社会人リーグ 秋季トーナメント  | －   | 3回戦 | 2    | 0    | 1    | 1    | 6    | 31   | -25    | 2回戦から登場 2回戦は引分（抽選で上位進出）                        |
| 1964 | 関東社会人リーグ 春季リーグ 3部    | 3部  | 優勝  | 7    | 7    | 0    | 0    | ≥147 | ≥29  | 不明   | 1試合のスコア不明                                                  |
| 1965 | 関東社会人リーグ 秋季トーナメント  | －   | 2回戦 | 1    | 0    | 0    | 1    | 5    | 8    | -3     | 2回戦から登場                                                      |
| 1965 | 関東社会人リーグ 春季リーグ 2部    | 2部  | 2位   | 7    | 6    | 0    | 1    | ≥146 | ≥52  | 不明   | 2試合のスコア不明                                                  |
| 1966 | 関東社会人リーグ 秋季トーナメント  | －   | 3回戦 | 2    | 1    | 0    | 1    | 13   | 17   | -4     | 2回戦から登場 2回戦は不戦勝                                        |
| 1966 | 関東社会人リーグ 春季リーグ 2部    | 2部  | 2位   | 7    | 6    | 0    | 1    | ≥157 | ≥47  | 不明   | 2試合のスコア不明                                                  |
| 1967 | 関東社会人リーグ 秋季トーナメント  | －   | 優勝  | 5    | 4    | 1    | 0    | ≥87  | ≥55  | 不明   | 2回戦から登場 3回戦のスコア不明 準々決勝は引分（抽選で上位進出）   |
| 1967 | 関東社会人リーグ 春季リーグ 1部-A  | 1部  | 1位   | 4    | 3    | 0    | 1    | 69   | 37   | 32     | 3チーム同率1位 優勝決定戦は実施されず                              |
| 1968 | 関東社会人リーグ 秋季トーナメント  | －   | 優勝  | 4    | 4    | 0    | 0    | ≥74  | ≥38  | 不明   | 4回戦から登場 4回戦のスコア不明                                    |
| 1968 | 関東社会人リーグ 春季リーグ 1部-A  | 1部  | 1位   | 4    | 3    | 0    | 1    | ≥18  | ≥17  | 不明   | 2試合のスコア不明 3チーム同率1位 優勝決定戦は実施されず            |
| 1969 | 関東社会人リーグ 1部-B             | 1部  | 優勝  | 4    | 3    | 0    | 1    | 68   | 42   | 26     | Bブロックでは3勝1敗（1試合は不戦勝）の2位 優勝決定戦でリコーに勝利 |
| 1970 | 関東社会人リーグ 1部-B             | 1部  | 1位   | 4    | 4    | 0    | 0    | 132  | 44   | 88     | 優勝決定戦でリコーに敗戦                                           |
| 1971 | 関東社会人リーグ 1部-A             | 1部  | 1位   | 4    | 4    | 0    | 0    | 162  | 26   | 136    | 優勝決定戦でリコーに敗戦                                           |
| 1972 | 関東社会人リーグ 1部-A             | 1部  | 2位   | 4    | 3    | 0    | 1    | 115  | 44   | 71     |                                                                    |
| 1973 | 関東社会人リーグ 1部-A             | 1部  | 2位   | 4    | 3    | 0    | 1    | 114  | 42   | 72     |                                                                    |
| 1974 | 関東社会人リーグ 1部-A             | 1部  | 優勝  | 5    | 4    | 0    | 1    | 172  | 61   | 111    | 同率1位 優勝決定戦で警視庁に勝利                                   |
| 1975 | 関東社会人リーグ 1部-A             | 1部  | 2位   | 5    | 4    | 0    | 1    | 268  | 39   | 229    |                                                                    |
| 1976 | 関東社会人リーグ 1部-A             | 1部  | 優勝  | 5    | 5    | 0    | 0    | 193  | 65   | 128    | 優勝決定戦でリコーに勝利                                           |
| 1977 | 関東社会人リーグ 1部-A             | 1部  | 優勝  | 5    | 5    | 0    | 0    | 181  | 66   | 115    | 優勝決定戦で明治生命に勝利                                         |
| 1978 | 関東社会人リーグ 1部-B             | 1部  | 優勝  | 5    | 5    | 0    | 0    | 202  | 58   | 144    | 優勝決定戦でリコーに勝利                                           |
| 1979 | 関東社会人リーグ 1部-B             | 1部  | 2位   | 5    | 4    | 0    | 1    | 221  | 47   | 174    |                                                                    |
| 1980 | 関東社会人リーグ 1部-B             | 1部  | 優勝  | 5    | 5    | 0    | 0    | 192  | 40   | 152    | 優勝決定戦で横河電機に勝利                                         |
| 1981 | 関東社会人リーグ 1部-A             | 1部  | 優勝  | 5    | 5    | 0    | 0    | 191  | 46   | 145    | 優勝決定戦で東芝府中に勝利                                         |
| 1982 | 関東社会人リーグ 1部-B             | 1部  | 優勝  | 5    | 5    | 0    | 0    | 205  | 28   | 177    | 優勝決定戦でリコーに勝利                                           |
| 1983 | 関東社会人リーグ 1部-A             | 1部  | 1位   | 5    | 5    | 0    | 0    | 228  | 25   | 203    | 優勝決定戦で東芝府中に敗戦                                         |
| 1984 | 関東社会人リーグ 1部-A             | 1部  | 優勝  | 5    | 5    | 0    | 0    | 214  | 29   | 185    | 優勝決定戦で東芝府中に勝利                                         |
| 1985 | 関東社会人リーグ 1部-A             | 1部  | 1位   | 5    | 4    | 0    | 1    | 177  | 49   | 128    | 3チーム同率1位 優勝決定戦に進出できず                              |
| 1986 | 関東社会人リーグ 1部-A             | 1部  | 2位   | 5    | 4    | 0    | 1    | 165  | 60   | 105    |                                                                    |
| 1987 | 関東社会人リーグ 1部-A             | 1部  | 優勝  | 5    | 5    | 0    | 0    | 167  | 34   | 133    | 優勝決定戦でサントリーに勝利                                       |
| 1988 | 東日本社会人リーグ                 | 1部  | 優勝  | 7    | 7    | 0    | 0    | 226  | 75   | 151    |                                                                    |
| 1989 | 東日本社会人リーグ                 | 1部  | 2位   | 7    | 5    | 0    | 2    | 166  | 136  | 30     |                                                                    |
| 1990 | 東日本社会人リーグ                 | 1部  | 優勝  | 7    | 6    | 0    | 1    | 251  | 120  | 131    |                                                                    |
| 1991 | 東日本社会人リーグ                 | 1部  | 優勝  | 7    | 7    | 0    | 0    | 332  | 104  | 228    |                                                                    |
| 1992 | 東日本社会人リーグ                 | 1部  | 優勝  | 7    | 6    | 0    | 1    | 312  | 123  | 189    | リコーと同率優勝                                                   |
| 1993 | 東日本社会人リーグ                 | 1部  | 4位   | 7    | 4    | 0    | 3    | 189  | 131  | 58     |                                                                    |
| 1994 | 東日本社会人リーグ                 | 1部  | 優勝  | 7    | 6    | 0    | 1    | 275  | 99   | 176    | 東芝府中と同率優勝                                                 |
| 1995 | 東日本社会人リーグ                 | 1部  | 優勝  | 7    | 7    | 0    | 0    | 328  | 93   | 235    |                                                                    |
| 1996 | 東日本社会人リーグ                 | 1部  | 2位   | 7    | 5    | 1    | 1    | 205  | 131  | 74     |                                                                    |
| 1997 | 東日本社会人リーグ                 | 1部  | 4位   | 7    | 4    | 0    | 3    | 243  | 192  | 51     | 同率4位                                                            |
| 1998 | 東日本社会人リーグ                 | 1部  | 優勝  | 7    | 6    | 0    | 1    | 271  | 158  | 113    | サントリーと同率優勝                                               |
| 1999 | 東日本社会人リーグ                 | 1部  | 5位   | 7    | 3    | 0    | 4    | 161  | 222  | -61    |                                                                    |
| 2000 | 東日本社会人リーグ                 | 1部  | 4位   | 7    | 4    | 0    | 3    | 222  | 233  | -11    |                                                                    |
| 2001 | 東日本社会人リーグ                 | 1部  | 7位   | 7    | 1    | 0    | 6    | 202  | 309  | -107   |                                                                    |
| 2002 | 東日本社会人リーグ                 | 1部  | 5位   | 7    | 2    | 0    | 5    | 207  | 260  | -53    | 3チーム同率5位                                                     |

#### トップリーグ
| シーズン  | 所属リーグ   | Div. | 順位 | 試合 | 勝利 | 引分 | 敗戦 | 得点 | 失点 | 得失差 | 勝点 | 結果                                                                   | カップ戦                         | 日本選手権 |
| --------- | ------------ | ---- | ---- | ---- | ---- | ---- | ---- | ---- | ---- | ------ | ---- | ---------------------------------------------------------------------- | -------------------------------- | ---------- |
| 2003-2004 | トップリーグ | 1部  | 7位  | 11   | 4    | 1    | 6    | 319  | 331  | -12    | 24   | リーグ戦：7位                                                          | マイクロソフトカップ：ベスト4    | ベスト16   |
| 2004-2005 | トップリーグ | 1部  | 7位  | 11   | 4    | 0    | 7    | 346  | 296  | 50     | 24   | リーグ戦：7位                                                          | マイクロソフトカップ：ベスト8    |            |
| 2005-2006 | トップリーグ | 1部  | 2位  | 11   | 9    | 0    | 2    | 416  | 276  | 140    | 42   | リーグ戦：2位                                                          | マイクロソフトカップ：ベスト8    | ベスト4    |
| 2006-2007 | トップリーグ | 1部  | 5位  | 13   | 8    | 0    | 5    | 525  | 321  | 204    | 43   | リーグ戦：5位                                                          |                                  |            |
| 2007-2008 | トップリーグ | 1部  | 2位  | 13   | 13   | 0    | 0    | 593  | 170  | 423    | 63   | リーグ戦：1位 プレーオフトーナメント：準優勝                           |                                  | 優勝       |
| 2008-2009 | トップリーグ | 1部  | 2位  | 13   | 12   | 0    | 1    | 584  | 197  | 387    | 58   | リーグ戦：2位 プレーオフトーナメント：準優勝                           |                                  | 優勝       |
| 2009-2010 | トップリーグ | 1部  | 2位  | 13   | 12   | 1    | 0    | 534  | 175  | 359    | 59   | リーグ戦：1位 プレーオフトーナメント：準優勝                           |                                  | 優勝       |
| 2010-2011 | トップリーグ | 1部  | 優勝 | 13   | 11   | 0    | 2    | 545  | 163  | 382    | 55   | リーグ戦：2位 プレーオフトーナメント：優勝                             |                                  | 準優勝     |
| 2011-2012 | トップリーグ | 1部  | 2位  | 13   | 11   | 0    | 2    | 480  | 324  | 156    | 53   | リーグ戦：3位 プレーオフトーナメント：準優勝                           |                                  | 準優勝     |
| 2012-2013 | トップリーグ | 1部  | 3位  | 13   | 10   | 0    | 3    | 509  | 275  | 234    | 49   | リーグ戦：3位 プレーオフトーナメント：ベスト4                          |                                  | ベスト4    |
| 2013-2014 | トップリーグ | 1部  | 優勝 | 7    | 5    | 1    | 1    | 231  | 97   | 134    | 28   | リーグ戦：1stステージ・プールB・1位                                    |                                  | 優勝       |
| 2013-2014 | トップリーグ | 1部  | 優勝 | 7    | 7    | 0    | 0    | 224  | 105  | 119    | 36   | リーグ戦：2ndステージ・グループA・1位 プレーオフトーナメント：優勝     |                                  | 優勝       |
| 2014-2015 | トップリーグ | 1部  | 優勝 | 7    | 6    | 0    | 1    | 308  | 116  | 192    | 29   | リーグ戦：1stステージ・プールA・1位                                    |                                  | ベスト4    |
| 2014-2015 | トップリーグ | 1部  | 優勝 | 7    | 5    | 0    | 2    | 218  | 131  | 87     | 29   | リーグ戦：2ndステージ・グループA・2位 プレーオフトーナメント：優勝     |                                  | ベスト4    |
| 2015-2016 | トップリーグ | 1部  | 優勝 | 7    | 6    | 1    | 0    | 290  | 137  | 153    | 31   | リーグ戦：プールA・1位 順位決定トーナメント：優勝                      | プレシーズンリーグ：8位          | 優勝       |
| 2016-2017 | トップリーグ | 1部  | 3位  | 15   | 13   | 0    | 2    | 579  | 268  | 311    | 61   | リーグ戦：3位                                                          |                                  | 準優勝     |
| 2017-2018 | トップリーグ | 1部  | 2位  | 13   | 13   | 0    | 0    | 580  | 142  | 438    | 63   | リーグ戦：ホワイトカンファレンス・1位 総合順位決定トーナメント：準優勝 |                                  | 準優勝     |
| 2018-2019 | トップリーグ | 1部  | 6位  | 7    | 6    | 0    | 1    | 206  | 96   | 110    | 27   | リーグ戦：ホワイトカンファレンス・2位 総合順位決定トーナメント：6位    | トップリーグカップ：3位          |            |
| 2020      | トップリーグ | 1部  | －   | －   | －   | －   | －   | －   | －   | －     | －   | 大会中止                                                               | トップリーグカップ：プール戦敗退 |            |
| 2021      | トップリーグ | 1部  | 優勝 | 7    | 6    | 1    | 0    | 318  | 76   | 242    | 31   | リーグ戦：ホワイトカンファレンス・1位 プレーオフトーナメント：優勝     |                                  | 優勝       |

#### JAPAN RUGBY LEAGUE ONE
| シーズン | DIVISION  | 最終順位 | リーグ順位   | 試合数 | 勝点 | 勝 | 分 | 負 | 得点 | 失点 | 得失差 | プレーオフ   | 備考                        |
| -------- | --------- | -------- | ------------ | ------ | ---- | -- | -- | -- | ---- | ---- | ------ | ------------ | --------------------------- |
| 2022     | DIVISION1 | 優勝     | 2位/12チーム | 16     | 61   | 14 | 0  | 2  | 527  | 298  | 229    | 優勝/4チーム | [ 20 ] [ 21 ]               |
| 2022-23  | DIVISION1 | 2位      | 1位/12チーム | 16     | 66   | 15 | 0  | 1  | 539  | 270  | 269    | 2位/4チーム  | [ 22 ] [ 23 ]               |
| 2023-24  | DIVISION1 | 2位      | 1位/12チーム | 16     | 75   | 16 | 0  | 0  | 747  | 275  | 472    | 2位/4チーム  | [ 24 ] [ 25 ] [ 26 ] [ 27 ] |
| 2024-25  | DIVISION1 | 4位      | 2位/12チーム | 18     | 71   | 14 | 2  | 2  | 727  | 437  | 290    | 4位/6チーム  | [ 28 ] [ 29 ] [ 30 ]        |

## 2024-25シーズンの順位
| \| \| JAPAN RUGBY LEAGUE ONE 2024-25 順位表（2025年6月1日時点）出典：[31][32] \| 編集 \| | | | | | | | | | | | | | | | | | |
| リーグ戦 順位 | カンファレンス | チーム | 試合数 | 勝ち点 | 勝 | 分 | 負 | 得点 | 失点 | 得失点差 | T | G | PG | DG | 反則数 | プレーオフ (PO) / 入替戦 | 結果 |
| 優勝 | A | 東芝ブレイブルーパス東京 | 18 | 71 | 15 | 1 | 2 | 741 | 480 | 261 | 110 | 91 | 3 | 0 | 182 | 第13節でPO進出決定 | 優勝 |
| 2位 | B | 埼玉パナソニックワイルドナイツ | 18 | 71 | 14 | 2 | 2 | 727 | 437 | 290 | 99 | 71 | 30 | 0 | 161 | 第14節でPO進出決定 | 準決勝敗退 (4位) |
| 3位 | B | クボタスピアーズ船橋・東京ベイ | 18 | 69 | 14 | 2 | 2 | 606 | 361 | 245 | 87 | 54 | 20 | 1 | 179 | 第14節でPO進出決定 | 準優勝 |
| 4位 | A | 静岡ブルーレヴズ | 18 | 63 | 14 | 0 | 4 | 616 | 504 | 112 | 91 | 64 | 11 | 0 | 223 | 第15節でPO進出決定 | 準々決勝敗退（5位） |
| 5位 | A | コベルコ神戸スティーラーズ | 18 | 51 | 10 | 0 | 8 | 642 | 509 | 133 | 93 | 69 | 13 | 0 | 219 | 第16節でPO進出決定 | 準決勝敗退 (3位) |
| 6位 | B | 東京サントリーサンゴリアス | 18 | 40 | 8 | 2 | 8 | 542 | 568 | -26 | 73 | 48 | 26 | 1 | 179 | 第17節最終戦「横浜E対神戸S」でPO進出決定 | 準々決勝敗退（6位） |
| 7位 | B | リコーブラックラムズ東京 | 18 | 33 | 6 | 0 | 12 | 504 | 521 | -17 | 71 | 46 | 19 | 0 | 201 | | ‐ |
| 8位 | A | 横浜キヤノンイーグルス | 18 | 30 | 6 | 0 | 12 | 518 | 566 | -48 | 73 | 54 | 15 | 0 | 187 | | ‐ |
| 9位 | A | 三菱重工相模原ダイナボアーズ | 18 | 26 | 6 | 0 | 12 | 436 | 653 | -217 | 61 | 43 | 15 | 0 | 232 | | ‐ |
| 10位 | B | トヨタヴェルブリッツ | 18 | 24 | 4 | 1 | 13 | 445 | 617 | -172 | 65 | 42 | 12 | 0 | 214 | | ‐ |
| 11位 | B | 三重ホンダヒート | 18 | 18 | 4 | 0 | 14 | 417 | 711 | -294 | 60 | 39 | 13 | 0 | 208 | 第17節で「11位・入替戦出場」が確定 | 残留 |
| 12位 | A | 浦安D-Rocks | 18 | 14 | 3 | 0 | 15 | 465 | 732 | -267 | 66 | 48 | 13 | 0 | 223 | 第17節で「12位・入替戦出場」が確定 | 残留 |
| | | | | | | | | | | | | | | | | | |
| - 勝ち点は、勝ち4点、引き分け2点、負け0点。 - ただし、7点差以内の負けは1点を付与、3トライ差以上での勝ちは追加で1点を付与。 - 同じ勝ち点である場合は下記の順番で順位を決定する。 1. 勝ち点 2. 勝利数 3. ①および②が同数であったチーム間の勝ち点 4. ①、②および③が同数であったチーム間の得失点差 5. 全試合の得失点差 6. 当該チーム間のトライ数 7. 全試合でのトライ数 8. 当該チーム間のトライ後のゴール数 9. 全試合でのトライ後のゴール数 10. 抽選 | - 勝ち点は、勝ち4点、引き分け2点、負け0点。 - ただし、7点差以内の負けは1点を付与、3トライ差以上での勝ちは追加で1点を付与。 - 同じ勝ち点である場合は下記の順番で順位を決定する。 1. 勝ち点 2. 勝利数 3. ①および②が同数であったチーム間の勝ち点 4. ①、②および③が同数であったチーム間の得失点差 5. 全試合の得失点差 6. 当該チーム間のトライ数 7. 全試合でのトライ数 8. 当該チーム間のトライ後のゴール数 9. 全試合でのトライ後のゴール数 10. 抽選 | - 勝ち点は、勝ち4点、引き分け2点、負け0点。 - ただし、7点差以内の負けは1点を付与、3トライ差以上での勝ちは追加で1点を付与。 - 同じ勝ち点である場合は下記の順番で順位を決定する。 1. 勝ち点 2. 勝利数 3. ①および②が同数であったチーム間の勝ち点 4. ①、②および③が同数であったチーム間の得失点差 5. 全試合の得失点差 6. 当該チーム間のトライ数 7. 全試合でのトライ数 8. 当該チーム間のトライ後のゴール数 9. 全試合でのトライ後のゴール数 10. 抽選 | - 勝ち点は、勝ち4点、引き分け2点、負け0点。 - ただし、7点差以内の負けは1点を付与、3トライ差以上での勝ちは追加で1点を付与。 - 同じ勝ち点である場合は下記の順番で順位を決定する。 1. 勝ち点 2. 勝利数 3. ①および②が同数であったチーム間の勝ち点 4. ①、②および③が同数であったチーム間の得失点差 5. 全試合の得失点差 6. 当該チーム間のトライ数 7. 全試合でのトライ数 8. 当該チーム間のトライ後のゴール数 9. 全試合でのトライ後のゴール数 10. 抽選 | - 勝ち点は、勝ち4点、引き分け2点、負け0点。 - ただし、7点差以内の負けは1点を付与、3トライ差以上での勝ちは追加で1点を付与。 - 同じ勝ち点である場合は下記の順番で順位を決定する。 1. 勝ち点 2. 勝利数 3. ①および②が同数であったチーム間の勝ち点 4. ①、②および③が同数であったチーム間の得失点差 5. 全試合の得失点差 6. 当該チーム間のトライ数 7. 全試合でのトライ数 8. 当該チーム間のトライ後のゴール数 9. 全試合でのトライ後のゴール数 10. 抽選 | - 勝ち点は、勝ち4点、引き分け2点、負け0点。 - ただし、7点差以内の負けは1点を付与、3トライ差以上での勝ちは追加で1点を付与。 - 同じ勝ち点である場合は下記の順番で順位を決定する。 1. 勝ち点 2. 勝利数 3. ①および②が同数であったチーム間の勝ち点 4. ①、②および③が同数であったチーム間の得失点差 5. 全試合の得失点差 6. 当該チーム間のトライ数 7. 全試合でのトライ数 8. 当該チーム間のトライ後のゴール数 9. 全試合でのトライ後のゴール数 10. 抽選 | - 勝ち点は、勝ち4点、引き分け2点、負け0点。 - ただし、7点差以内の負けは1点を付与、3トライ差以上での勝ちは追加で1点を付与。 - 同じ勝ち点である場合は下記の順番で順位を決定する。 1. 勝ち点 2. 勝利数 3. ①および②が同数であったチーム間の勝ち点 4. ①、②および③が同数であったチーム間の得失点差 5. 全試合の得失点差 6. 当該チーム間のトライ数 7. 全試合でのトライ数 8. 当該チーム間のトライ後のゴール数 9. 全試合でのトライ後のゴール数 10. 抽選 | - 勝ち点は、勝ち4点、引き分け2点、負け0点。 - ただし、7点差以内の負けは1点を付与、3トライ差以上での勝ちは追加で1点を付与。 - 同じ勝ち点である場合は下記の順番で順位を決定する。 1. 勝ち点 2. 勝利数 3. ①および②が同数であったチーム間の勝ち点 4. ①、②および③が同数であったチーム間の得失点差 5. 全試合の得失点差 6. 当該チーム間のトライ数 7. 全試合でのトライ数 8. 当該チーム間のトライ後のゴール数 9. 全試合でのトライ後のゴール数 10. 抽選 | - 勝ち点は、勝ち4点、引き分け2点、負け0点。 - ただし、7点差以内の負けは1点を付与、3トライ差以上での勝ちは追加で1点を付与。 - 同じ勝ち点である場合は下記の順番で順位を決定する。 1. 勝ち点 2. 勝利数 3. ①および②が同数であったチーム間の勝ち点 4. ①、②および③が同数であったチーム間の得失点差 5. 全試合の得失点差 6. 当該チーム間のトライ数 7. 全試合でのトライ数 8. 当該チーム間のトライ後のゴール数 9. 全試合でのトライ後のゴール数 10. 抽選 | - 勝ち点は、勝ち4点、引き分け2点、負け0点。 - ただし、7点差以内の負けは1点を付与、3トライ差以上での勝ちは追加で1点を付与。 - 同じ勝ち点である場合は下記の順番で順位を決定する。 1. 勝ち点 2. 勝利数 3. ①および②が同数であったチーム間の勝ち点 4. ①、②および③が同数であったチーム間の得失点差 5. 全試合の得失点差 6. 当該チーム間のトライ数 7. 全試合でのトライ数 8. 当該チーム間のトライ後のゴール数 9. 全試合でのトライ後のゴール数 10. 抽選 | - 勝ち点は、勝ち4点、引き分け2点、負け0点。 - ただし、7点差以内の負けは1点を付与、3トライ差以上での勝ちは追加で1点を付与。 - 同じ勝ち点である場合は下記の順番で順位を決定する。 1. 勝ち点 2. 勝利数 3. ①および②が同数であったチーム間の勝ち点 4. ①、②および③が同数であったチーム間の得失点差 5. 全試合の得失点差 6. 当該チーム間のトライ数 7. 全試合でのトライ数 8. 当該チーム間のトライ後のゴール数 9. 全試合でのトライ後のゴール数 10. 抽選 | - 勝ち点は、勝ち4点、引き分け2点、負け0点。 - ただし、7点差以内の負けは1点を付与、3トライ差以上での勝ちは追加で1点を付与。 - 同じ勝ち点である場合は下記の順番で順位を決定する。 1. 勝ち点 2. 勝利数 3. ①および②が同数であったチーム間の勝ち点 4. ①、②および③が同数であったチーム間の得失点差 5. 全試合の得失点差 6. 当該チーム間のトライ数 7. 全試合でのトライ数 8. 当該チーム間のトライ後のゴール数 9. 全試合でのトライ後のゴール数 10. 抽選 | - 勝ち点は、勝ち4点、引き分け2点、負け0点。 - ただし、7点差以内の負けは1点を付与、3トライ差以上での勝ちは追加で1点を付与。 - 同じ勝ち点である場合は下記の順番で順位を決定する。 1. 勝ち点 2. 勝利数 3. ①および②が同数であったチーム間の勝ち点 4. ①、②および③が同数であったチーム間の得失点差 5. 全試合の得失点差 6. 当該チーム間のトライ数 7. 全試合でのトライ数 8. 当該チーム間のトライ後のゴール数 9. 全試合でのトライ後のゴール数 10. 抽選 | - 勝ち点は、勝ち4点、引き分け2点、負け0点。 - ただし、7点差以内の負けは1点を付与、3トライ差以上での勝ちは追加で1点を付与。 - 同じ勝ち点である場合は下記の順番で順位を決定する。 1. 勝ち点 2. 勝利数 3. ①および②が同数であったチーム間の勝ち点 4. ①、②および③が同数であったチーム間の得失点差 5. 全試合の得失点差 6. 当該チーム間のトライ数 7. 全試合でのトライ数 8. 当該チーム間のトライ後のゴール数 9. 全試合でのトライ後のゴール数 10. 抽選 | - 勝ち点は、勝ち4点、引き分け2点、負け0点。 - ただし、7点差以内の負けは1点を付与、3トライ差以上での勝ちは追加で1点を付与。 - 同じ勝ち点である場合は下記の順番で順位を決定する。 1. 勝ち点 2. 勝利数 3. ①および②が同数であったチーム間の勝ち点 4. ①、②および③が同数であったチーム間の得失点差 5. 全試合の得失点差 6. 当該チーム間のトライ数 7. 全試合でのトライ数 8. 当該チーム間のトライ後のゴール数 9. 全試合でのトライ後のゴール数 10. 抽選 | - 勝ち点は、勝ち4点、引き分け2点、負け0点。 - ただし、7点差以内の負けは1点を付与、3トライ差以上での勝ちは追加で1点を付与。 - 同じ勝ち点である場合は下記の順番で順位を決定する。 1. 勝ち点 2. 勝利数 3. ①および②が同数であったチーム間の勝ち点 4. ①、②および③が同数であったチーム間の得失点差 5. 全試合の得失点差 6. 当該チーム間のトライ数 7. 全試合でのトライ数 8. 当該チーム間のトライ後のゴール数 9. 全試合でのトライ後のゴール数 10. 抽選 | - 上位6チームは、プレーオフへ進出。 - 1位と2位には、 プレーオフ1回戦が免除され、 準々決勝から出場するシード権が与えられる。 - 11位はDIVISION2の2位と、 12位はDIVISION2の1位と、 それぞれ入替戦を行う。 | - 上位6チームは、プレーオフへ進出。 - 1位と2位には、 プレーオフ1回戦が免除され、 準々決勝から出場するシード権が与えられる。 - 11位はDIVISION2の2位と、 12位はDIVISION2の1位と、 それぞれ入替戦を行う。 |
| | JAPAN RUGBY LEAGUE ONE 2024-25 順位表（2025年6月1日時点）出典： | 編集 | | | | | | | | | | | | | | | |

## 2025-26シーズンのスコッド
開幕前、2025-26シーズンでの選手登録までは、「チームに所属している選手」の一覧に過ぎないことに留意。
カテゴリA（日本代表の実績または資格あり）は、試合登録枠17名以上、同時出場可能枠11名以上。カテゴリB（日本代表の資格獲得見込み）は、試合登録枠・同時出場可能枠ともに任意。カテゴリC（他国代表歴あり等、カテゴリ A, B以外）は、試合登録枠3名以下。
埼玉パナソニックワイルドナイツの2025-26シーズンのスコッドは下記のとおり。2025年8月1日現在。
ヘッドコーチ: 金沢篤
| 選手                         | ポジション           | 身長  | 体重  | 誕生日（年齢）         | 登録区分  |
| ---------------------------- | -------------------- | ----- | ----- | ---------------------- | --------- |
| 木原優作                     | プロップ             | 176cm | 106kg | 2000年12月11日（24歳） | カテゴリA |
| ダニエル・ペレズ             | プロップ             | 185cm | 108kg | 1997年4月22日（28歳）  | カテゴリA |
| 藤井大喜                     | プロップ             | 183cm | 114kg | 1998年1月4日（27歳）   | カテゴリA |
| 古畑翔                       | プロップ             | 185cm | 118kg | 1996年12月10日（28歳） | カテゴリA |
| クレイグ・ミラー             | プロップ             | 186cm | 116kg | 1990年10月29日（34歳） | カテゴリA |
| 稲垣啓太                     | プロップ             | 186cm | 116kg | 1990年6月2日（35歳）   | カテゴリA |
| ヴァルアサエリ愛             | プロップ             | 187cm | 115kg | 1989年5月7日（36歳）   | カテゴリA |
| タニエラ・ヴェア             | プロップ             | 184cm | 125kg | 2000年4月24日（25歳）  | カテゴリA |
| 石川槙人                     | プロップ             | 184cm | 115kg | 2002年10月6日（22歳）  | カテゴリA |
| リサラ・フィナウ             | プロップ             | 189cm | 125kg | 2002年6月20日（23歳）  | カテゴリA |
| 島根一磨                     | フッカー             | 175cm | 103kg | 1996年11月30日（28歳） | カテゴリA |
| 坂手淳史                     | フッカー             | 180cm | 104kg | 1993年6月21日（32歳）  | カテゴリA |
| 下釜優次                     | フッカー             | 178cm | 102kg | 1992年1月25日（33歳）  | カテゴリA |
| 佐藤健次                     | フッカー             | 177cm | 105kg | 2003年1月4日（22歳）   | カテゴリA |
| ルード・デヤハー             | ロック               | 206cm | 127kg | 1992年12月17日（32歳） | カテゴリC |
| リアム・ミッチェル           | ロック               | 197cm | 117kg | 1995年10月10日（29歳） | カテゴリB |
| 橋本吾郎                     | ロック               | 191cm | 103kg | 1999年7月23日（26歳）  | カテゴリA |
| ジャック・コーネルセン       | ロック               | 195cm | 110kg | 1994年10月13日（30歳） | カテゴリA |
| 宮川智海                     | ロック               | 191cm | 106kg | 1994年9月6日（30歳）   | カテゴリA |
| オッキー・バーナード         | ロック               | 200cm | 113kg | 2001年4月20日（24歳）  | カテゴリB |
| シュモック・オライオン       | ロック               | 181cm | 100kg | 2001年8月1日（24歳）   | カテゴリA |
| エセイ・ハアンガナ           | ロック               | 198cm | 120kg | 1999年4月21日（26歳）  | カテゴリA |
| 田島貫太郎                   | ロック               | 197cm | 105kg | 2003年2月26日（22歳）  | カテゴリA |
| ラクラン・ボーシェー         | フランカー           | 191cm | 104kg | 1994年11月16日（30歳） | カテゴリB |
| 福井翔大                     | フランカー/ナンバー8 | 186cm | 101kg | 1999年9月28日（25歳）  | カテゴリA |
| ベン・ガンター               | フランカー           | 195cm | 120kg | 1997年10月24日（27歳） | カテゴリA |
| 大西樹                       | フランカー           | 185cm | 98kg  | 1995年12月9日（29歳）  | カテゴリA |
| 長谷川崚太                   | フランカー           | 188cm | 100kg | 1993年5月12日（32歳）  | カテゴリA |
| 布巻峻介                     | フランカー           | 178cm | 98kg  | 1992年7月13日（33歳）  | カテゴリA |
| ゼイビア・スタワーズ         | フランカー           | 196cm | 114kg | 2003年7月28日（22歳）  | カテゴリB |
| ユアン・ウィルソン           | フランカー/ナンバー8 | 190cm | 108kg | 2001年4月18日（24歳）  | カテゴリA |
| ヴィリアミ・アフ・カイポウリ | ナンバー8            | 189cm | 115kg | 1997年9月28日（27歳）  | カテゴリA |
| 延原秀飛                     | ナンバー8            | 182cm | 103kg | 2001年12月6日（23歳）  | カテゴリA |
| 谷山隼大                     | ナンバー8            | 184cm | 95kg  | 2001年12月10日（23歳） | カテゴリA |
| 本堂杏虎                     | スクラムハーフ       | 169cm | 85kg  | 1998年11月9日（26歳）  | カテゴリA |
| 小山大輝                     | スクラムハーフ       | 171cm | 74kg  | 1994年10月31日（30歳） | カテゴリA |
| 萩原周                       | スクラムハーフ       | 173cm | 77kg  | 2001年7月13日（24歳）  | カテゴリA |
| 李錦寿                       | スクラムハーフ       | 175cm | 82kg  | 2002年9月5日（22歳）   | カテゴリA |
| 山沢京平                     | スタンドオフ         | 176cm | 84kg  | 1998年8月17日（26歳）  | カテゴリA |
| 山沢拓也                     | スタンドオフ         | 176cm | 84kg  | 1994年9月21日（30歳）  | カテゴリA |
| ジョシュア・ノーラ           | ウイング             | 180cm | 80kg  | 1996年6月11日（29歳）  | カテゴリA |
| 川崎清純                     | ウイング             | 191cm | 103kg | 1999年6月17日（26歳）  | カテゴリA |
| マリカ・コロインベテ         | ウイング             | 182cm | 96kg  | 1992年7月26日（33歳）  | カテゴリC |
| 新井翼                       | ウイング             | 175cm | 88kg  | 1997年7月14日（28歳）  | カテゴリA |
| 竹山晃暉                     | ウイング             | 175cm | 87kg  | 1996年9月25日（28歳）  | カテゴリA |
| モーリス・マークス           | ウイング             | 180cm | 90kg  | 2001年4月24日（24歳）  | カテゴリA |
| 齊藤誉哉                     | センター             | 181cm | 93kg  | 2001年1月2日（24歳）   | カテゴリA |
| ダミアン・デアレンデ         | センター             | 190cm | 105kg | 1991年11月25日（33歳） | カテゴリC |
| 長田智希                     | センター             | 179cm | 90kg  | 1999年11月25日（25歳） | カテゴリA |
| ヴィンス・アソ               | センター             | 185cm | 90kg  | 1995年1月5日（30歳）   | カテゴリB |
| ディラン・ライリー           | センター             | 187cm | 102kg | 1997年5月2日（28歳）   | カテゴリA |
| 野口竜司                     | フルバック           | 177cm | 83kg  | 1995年7月15日（30歳）  | カテゴリA |
| 谷口宜顕                     | フルバック           | 172cm | 80kg  | 2001年11月20日（23歳） | カテゴリA |
| トム・パートン               | フルバック/ウイング  | 178cm | 90kg  | 1998年2月2日（27歳）   | カテゴリC |

## 過去の所属選手
- 入江順和
- 宮地克実
- 加藤猛
- 猿田武夫
- 氏野博隆
- 鏡保幸
- 二見健太郎
- ホポイ・タイオネ
- ノフォムリ・タウモエフォラウ
- 宮本勝文
- 飯島均
- シナリ・ラトゥ
- ワテソニ・ナモア
- セミィ・タウペアフェ
- シオネ・ラトゥ
- 井沢航
- 新井昭夫
- 吉田義人
- 青柳勝彦
- 福永昇三
- 榎本淳平
- レオ・ラファイアリ
- マナコ朗仁
- 吉田尚史
- トニー・ブラウン
- アイブスジャスティン
- 香月武
- 田井中啓彰
- 北川勇次
- サム・ノートンナイト
- 相馬朋和
- 山本貢
- ジャック・フーリー
- ソニー・ビル・ウィリアムズ
- 田邉淳
- 河野悠輝
- 角濱嘉彦
- 北川喬之
- 堺田純
- 山下祐史
- 朝見力弥
- 立川大介
- 三木亮平
- 茂木大輔
- 瀧澤陽兵
- イーリ・ニコラス
- ツイヘンドリック
- バツベイ・シオネ
- マイク・デラーニ
- 熊崎伸治朗
- 三宅敬
- 水間良武
- 木川隼吾
- 木村恵輔
- 高安厚史
- 酒井教全
- JP・ピーターセン
- ヘイデン・パーカー
- 霜村誠一
- 野口裕也
- ベン・マッカルマン
- 室井達彦
- アライモアナ・モツアプアカ
- 飯島陽一
- 川俣直樹
- 設樂哲也
- タンゲレ・ナイヤラボロ
- 林泰基
- ホラニ龍シオアペラトゥー
- 水上彰太
- リチャード・バックマン
- 阿部浩士
- 千島和憲
- マット・マフィ
- 北川智規
- 児玉健太郎
- 三輪忠寛
- 田村エムセン
- コーネ・フーリー
- トム・モロニー
- アッシュ・ディクソン
- 宇佐美和彦
- サム・ワイクス
- 劉永男
- 西原忠佑
- マット・トッド
- ホラニ龍コリニアシ
- 田中史朗
- ベリック・バーンズ
- 山田章仁
- 鶴ヶ崎好昭
- セフ・ファアガセ
- ディグビー・イオアネ
- ジェームス・ダーガヴィル
- サム・ホワイトロック
- ツポウテビタ
- ジョーダン・ラパナ
- 百武優雅
- ワイアット・クロケット
- フィリモニ・ワンカイナベテ
- ハミッシュ・ダルゼル
- デビッド・ポーコック
- ラトゥクルーガー
- 福岡堅樹
- 小西大樹
- 三上匠
- 森谷圭介
- ハロルド・フォスター
- ヒーナンダニエル
- 谷田部洸太郎
- 権裕人
- 藤田慶和
- 笠原開盛
- ジョージ・クルーズ
- ハドレー・パークス
- 床田裕亮
- 川崎龍清
- 戸室達貴
- 浅沼樹羅
- マノア・ラトゥ
- セミシ・トゥポウ
- 笹倉康誉

【2024年5月退団】
- 堀江翔太
- 谷昌樹
- 内田啓介
- 松田力也
- スリアシ・トル
- マーク・アボット

【2025年6月退団】
- 梶伊織
- 平野翔平
- 高城佑太
- 金田瑛司
- 丹治辰碩
- 新妻汰一
- 島田彪雅
- 吉沢拓海